# Gregorio Modrego
Gregorio Modrego Casaús (El Buste, Zaragoza, 17 de noviembre de 1890-Barcelona, 16 de enero de 1972) fue un clérigo católico español, arzobispo de Barcelona y procurador en las Cortes Españolas en las ocho primeras legislaturas de la dictadura franquista.

## Biografía

### Primeros años y formación
Nació en El Buste en 1890. Inició sus estudios eclesiásticos en el Seminario de Tarazona (1903-1910), continuándolos en Roma (1910-1914), en la Pontificia Universidad Gregoriana, como colegial del Pontificio Colegio Español. En la Gregoriana obtuvo el doctorado en Sagrada Teología y simultaneó estudios de Filosofía y de Derecho canónico. Fue ordenado sacerdote el 3 de mayo de 1914.

### Vida sacerdotal y docente
De regreso en España, fue profesor de Filosofía en el Seminario de Tarazona desde 1915 hasta 1920. En 1920 obtuvo, por oposición, el cargo de canónigo lectoral de la catedral de Tarazona. Ese mismo año se le confió la cátedra de Sagrada Escritura en el Seminario de Tarazona, cargo docente que desempeñará hasta 1933. Desde 1930 hasta 1933 fue secretario de cámara y gobierno de la diócesis de Tarazona por designación del entonces obispo de esa diócesis, Isidro Gomá. En 1933 Gomá fue trasladado a la sede de Toledo, por lo que se llevó a Modrego con él, nombrándole secretario canciller de la archidiócesis toledana. 

### Episcopado

#### Obispo auxiliar de Toledo
En 1936 fue nombrado obispo titular de Ezani y obispo auxiliar de Toledo, siendo consagrado el 11 de octubre de ese mismo año. Durante el tiempo que fue obispo auxiliar ejerció también el cargo de vicario general de la archidiócesis de Toledo.  

#### Pro-vicario general castrense
En junio de 1937 fue nombrado pro-vicario general castrense, cargo que ocupará hasta 1942. En 1937 firmó la denominada Carta colectiva de los obispos españoles con motivo de la guerra en España cuyo objetivo fue dar autoridad moral a los sublevados. En julio de 1945 se referirá al alzamiento nacional como "Cruzada".
Durante el franquismo fue procurador en Cortes y hombre vinculado al régimen dictatorial. De 1940 a 1942 fue Comisario General Apostólico de la Bula de la Santa Cruzada.

#### Obispo y arzobispo de Barcelona
En 1942 fue nombrado obispo de Barcelona, arzobispo a título personal diez años más tarde y, finalmente, en 1964, primer arzobispo de Barcelona.
Durante su episcopado barcelonés veló especialmente por los más desfavorecidos, exhortando a los fieles de la diócesis en sus cartas pastorales a socorrer las necesidades de los más pobres:

No consentir que haya entre nosotros nadie que padezca hambre, ni enfermos que no tengan lo necesario para combatir su enfermedad, ni padres que no puedan dar pan a sus hijos, ni trabajadores que pierdan el vigor de sus brazos, necesario para producir lo que ellos y la sociedad necesitan. Para ello, generosidad, generosidad hasta lo heroico, si es preciso, en el partir el pan con nuestro hermanos.

Además, promovió obras asistenciales y sociales, como la organización Cáritas y la construcción de nuevas viviendas para las personas más pobres de Barcelona. También levantó desde sus cimientos multitud de templos.   
En 1952 presidió en Barcelona el XXXV Congreso Eucarístico Internacional. Ese mismo año fue nombrado arzobispo a título personal por el Papa Pío XII. En 1964 el obispado de Barcelona pasa a ser arzobispado, por lo que Gregorio Modrego pasa a ser el primer arzobispo de Barcelona.  
Se retiró en 1967 a la edad de 76 años, recibiendo la sede titular de Mons in Numidia, a la que resigna al cumplir los ochenta años y es nombrado Arzobispo Emérito de Barcelona. Con motivo de su sucesión por Marcelo González Martín se produjo una movilización de la opinión nacionalista catalana bajo el eslogan Volem bisbes catalans! (¡Queremos obispos catalanes!).
Vivió hasta su muerte en el Colegio Jesús-María de San Gervasio. Falleció poco después de sufrir un infarto agudo de miocardio y fue sepultado en la Catedral de la Santa Cruz y Santa Eulalia de Barcelona.

## Distinciones y reconocimientos
Recibió las siguientes distinciones:
- Cruz de la Orden de Isabel la Católica.

- Cruz de la Orden de San Raimundo de Peñafort.

- Cruz de la Orden del Santo Sepulcro.

- Cruz del Mérito Militar.

## Obras

### Cartas pastorales:
- Santidad y paz, en el XXXV Congreso Eucarístico Internacional (1951).